# Niklas Henttala
Niklas Henttala, né le 14 novembre 1996 à Porvoo, est un coureur cycliste finlandais. Son frère, Joonas est membre de l'équipe continentale professionnelle Novo Nordisk.

## Biographie
Niklas Henttala rejoint en 2016 l'équipe continentale suédoise Bliz-Merida. Au cours de cette saison, il se classe notamment  sixième du Grand Prix ISD, en Ukraine. 
En fin de saison, le CC Villeneuve Saint-Germain annonce son recrutement en vue de la saison 2017.

## Palmarès
- 2013
  -  Champion de Finlande du contre-la-montre juniors
- 2014
  - AHH Ajo
  - 2e du championnat de Finlande du contre-la-montre juniors
  - 3e du championnat de Finlande sur route juniors
- 2015
  - 3e du championnat de Finlande du contre-la-montre espoirs
- 2016
  - 2e du championnat de Finlande du contre-la-montre espoirs

## Classements mondiaux
| Année           | 2016   |
| --------------- | ------ |
| UCI Europe Tour | 1 326e |